# Charles Paulus

Charles Paulus, um 1920

Charles Paulus (* 17. Mai 1866 in Hagenau; † 2. Mai 1931 in Berlin) war ein deutscher Kameramann. Er gilt als ein Pionier der deutschen Kinematographie.

## Leben und Wirken
Der Sohn des Gaswerkarbeiters Joseph Paulus und seiner Frau Magdalene, geb. Schmitt, wurde 1866 im elsässischen Hagenau geboren. Später war er in Stettin, Domstraße 21, wohnhaft. 1889 heiratete in Berlin Auguste Marie Martha Göbel. Seit er 1905 die technische Leitung des Rex-Ateliers des Filmpioniers Alfred Duskes in der Sellerstraße 35 in Berlin-Wedding übernommen hatte, gehörte er, neben Guido Seeber und Georg Furkel, zu den zentralen Kameraleuten des deutschen Films vor dem Ersten Weltkrieg. Rasch machte Paulus sich mit der Kameraführung zu frühen Filmlustspielen aus der Hand von Heinrich Bolten-Baeckers wie Der Hauptmann von Köpenick, Klebolin klebt alles und Don Juan heiratet einen Namen. Mit der Komet Film Compagnie Paulus & Unger OHG (1911–1914) gründete Charles Paulus gemeinsam mit der Geschäftsfrau Martha Unger seine eigene, kleine Berliner Produktionsfirma, für die er gelegentlich (1911/12) auch selbst Filme inszenierte.
Im Ersten Weltkrieg blieb Charles Paulus als Kameramann weitgehend untätig und produzierte nur 1915 mehrere Filme. Bei Kriegsende 1918 nahm Paulus seine Arbeit als Kameramann wieder auf und fotografierte zunächst vor allem die Nebenwerke des Kinonovizen E. A. Dupont, darunter diverse Detektivfilme mit Max Landa. Bis 1922 blieb Paulus zwar noch gut im Geschäft, fotografierte und produzierte aber in den letzten Jahren nur noch völlig unbedeutende Unterhaltungsproduktionen, als Kameramann zumeist Dramen und sensationsorientierte Abenteuergeschichten, als Produzent mehrere Kurzfilmlustspiele und Kurzdokumentationen. 1922 endete seine Karriere sowohl als Kameramann als auch als Produzent. Er starb 1931 an einem Herzschlag in seinem Haus in Berlin-Wannsee.

## Filmografie (bis 1913 nur Kurzfilme)
als Kameramann (Auswahl)
- 1906: Der Hauptmann von Köpenick
- 1907: Ein Blatt aus dem Buche des Lebens
- 1907: “Mein letzter Hauch” aus “Troubadour”
- 1908: Der Bettelstudent – Auftritt des Oberst Ollendorf
- 1909: Don Juan heiratet
- 1909: Klebolin klebt alles
- 1909: Mutterliebe
- 1910: Ein Unglück in der Kinderstube
- 1910: Die Welt geht weiter
- 1911: Armes Glück
- 1911: Die Bombenangst
- 1911: Durch höhere Gewalt
- 1911: Der Herr Graf
- 1911: Franctireurs
- 1911: Das verkehrte Berlin
- 1911: Zwei Freunde
- 1912: Arme Prinzessin
- 1912: Bummelstudenten
- 1912: Krone und Fessel
- 1912: Lilith, das Mädchen vom See
- 1912: Die Pflicht
- 1912: Wie der Vater so der Sohn
- 1912: Zwei Paar Füße
- 1912: Wiedergefunden
- 1913: Alter schützt vor Torheit nicht
- 1913: Das Meer schweigt
- 1913: Spielerblut oder Das Erbe der Väter
- 1914: Ich hatt’ einen Kameraden
- 1916: Der Letzte eines alten Geschlechtes
- 1916: Der Pfad der Sünde
- 1916: Die Richterin von Solvingsholm
- 1917: Prinz Waldemar und Waldemar Prinz
- 1918: Das Geheimnis der Amerika-Docks
- 1918: Wenn das Leben ruft
- 1919: Die Spione
- 1919: Die Apachen
- 1919: Die Maske
- 1919: Der Würger der Welt
- 1919: Alkohol
- 1920: Das Grand-Hotel Babylon
- 1920: Der Pokal der Fürstin
- 1920: Der Dämon von Kolno
- 1920: Der Todfeind
- 1920: Dämon Blut, 2. Teil: Vergiftetes Blut
- 1921: Die Furcht vor dem Weibe
- 1921: In einem kühlen Grunde
- 1921: Aus der Jugendzeit
- 1922: Heinrich Heines erste Liebe
- 1922: Mabel und ihre Freier
- 1922: Am Brunnen vor dem Tore
- 1922: Du Mädel vom Rhein

als Kurzfilmproduzent (Auswahl)
- 1911: Armes Glück
- 1911: Durch höhere Gewalt
- 1911: Der Herr Graf
- 1911: Franctireurs
- 1911: Die Bombenangst
- 1911: Das verkehrte Berlin
- 1911: Armes Glück
- 1911: Zwei Freunde (auch Regie)
- 1912: Krone und Fessel
- 1912: Arme Prinzessin
- 1912: Bummelstudenten
- 1912: Lilith, das Mädchen vom See
- 1912: Die Pflicht (auch Regie)
- 1912: Wie der Vater so der Sohn
- 1912: Zwei Paar Füße
- 1912: Wiedergefunden
- 1912: Pantoffelhelden
- 1912. Schwertertanz
- 1912: Der Brillantring
- 1912: Der Klavierlehrer
- 1913: Alter schützt vor Torheit nicht
- 1913: Das Meer schweigt
- 1913: Spielerblut oder Das Erbe der Väter
- 1913: Eifersucht ist eine Leidenschaft
- 1913: Wenn man bummeln geht
- 1913: Im Zwielicht
- 1913: Kinoscherz
- 1913: Wo ist mein Mann ?
- 1914: Ich hatt’ einen Kameraden
- 1915: Turf
- 1915: Die Schwester vom Roten Kreuz
- 1915: Die fahrenden Musikanten
- 1918: Michel und sein Esel
- 1920: Die Wunder des Meeresgrundes
- 1921: Ihre Freundin
- 1921: Wenn man bummeln geht, oder: Alter schützt vor Torheit nicht